# Nachtflug
Ein Nachtflug ist ein während der Nachtzeit durchgeführter Flug. Die Nacht ist in den europäischen Ländern nach EASA-OPS (ehemals JAR-OPS) definiert als der Zeitraum zwischen dem Ende der bürgerlichen Abenddämmerung und dem Beginn der bürgerlichen Morgendämmerung (also dem Zeitraum der bürgerlichen Nacht) oder einem anderen, von der zuständigen Luftfahrtbehörde vorgeschriebenen Zeitraum zwischen Sonnenuntergang und Sonnenaufgang. Die bürgerliche Dämmerung endet am Abend und beginnt am Morgen, wenn sich die Mitte der Sonnenscheibe 6° unter dem Horizont befindet.

## Geschichte
Der erste Nachtflug wurde 1921 durch die US-amerikanische Luftpost von Omaha, Nebraska, nach Chicago, Illinois, durchgeführt. Die visuelle Unterstützung des Piloten fand durch starke bodenstationierte Scheinwerfer, alle 20 km entlang der Strecke, statt. Auch in Europa wurden zahlreiche Nachtflugstrecken mit derartigen Flugstreckenfeuern errichtet. Den ersten internationalen Nachtflug mit Passagierbeförderung absolvierte 1923 die französisch-rumänische Compagnie franco-roumaine de navigation aérienne, kurz CFRNA, zwischen Belgrad und Bukarest. Im Sommer 1926 eröffnete die Deutsche Lufthansa die Nachtflugstrecke Berlin–Königsberg. Seit der Einführung von Funkfeuern wird die Funknavigation für gewerbliche Nachtflüge genutzt.

## Rechtliche Situation in Deutschland

### Definitionen
In der Bundesrepublik Deutschland galt nach der bisherigen LuftVO als Nacht der Zeitraum zwischen einer halben Stunde nach Sonnenuntergang und einer halben Stunde vor Sonnenaufgang. Die seit dem 6. November 2015 gültige Neufassung der LuftVO enthält diese für die Bundesrepublik Deutschland abweichende Regelung nicht mehr, sondern übernimmt die Regelung der Standardised European Rules of the Air (SERA) der Europäischen Kommission, der die bürgerliche Nacht als Nacht definiert.

### Qualifikation
Der Pilot benötigt eine Instrumentenflugberechtigung oder Nachtflugqualifikation. Besitzt der Pilot zwar eine Nachtflugqualifikation, aber keine Instrumentenflugberechtigung, so darf er gemäß EU-Verordnung Nr. 1178/2011 (Part FCL) FCL.060 b) (2) nur dann bei Nacht Fluggäste befördern, wenn er mindestens einen Start und eine Landung bei Nacht innerhalb der zurückliegenden 90 Tage nachweisen kann.
Für Nachtflüge muss ein Flugplan aufgegeben werden, wenn er über die Umgebung des Start- und Landeflugplatzes hinausgeht.

### Ausrüstung
Nachtflüge sind nur von und zu speziell dafür zugelassenen Flugplätzen erlaubt. Der Flugplatz benötigt eine Landebahnbefeuerung. Für viele Flugplätze gibt es Beschränkungen des Nachtflugverkehrs bis hin zum Nachtflugverbot. Dieses Flugverbot dient dem Schutz der im Umkreis wohnenden Bevölkerung gegen Nachtfluglärm, der als gesundheitsschädlich gilt. Nur wenige Verkehrsflughäfen in Deutschland sind von einem solchen Verbot zumindest teilweise ausgenommen, zum Beispiel die Flughäfen in Köln/Bonn, hier gibt es Beschränkungen bei den An- und Abflugrouten, sowie Leipzig/Halle, hier ist beispielsweise der Passagierverkehr zwischen 23:00 und 05:00 Uhr untersagt, Frachtverkehr darf in dieser Zeit weiterhin stattfinden.
Das Luftfahrzeug benötigt eine Nachtflug-Ausrüstung. Zusätzlich zu den bereits für Tagflüge vorgeschriebenen Ausrüstung muss das Luftfahrzeug auf jeden Fall mit Wendezeiger, künstlichem Horizont, Variometer, Kreiselkompass sowie einer Warneinrichtung ausgerüstet sein, die den Ausfall der Kreiselinstrumente anzeigt. Nachtflüge mit Luftsportgeräten wie Ultraleichtflugzeugen sind unabhängig von deren Ausstattung nicht zulässig.

### Nachtflug mit Nachtsichtgerät
Im militärischen, polizeilichen und Luftrettungseinsatz werden Nachtflüge auch außerhalb der Nachtflugbestimmungen zugelassen und durchgeführt, wenn zugelassene Nachtsichtgeräte (Night Vision Goggles, NVG) eingesetzt und die Vorgaben bezüglich des Pilotentrainings eingehalten werden. Die Geräte, die Restlichtverstärkung nutzen, ermöglichen auch bei vollständiger Dunkelheit Hindernisse wie Stromleitungen, Masten oder Windräder zu erkennen. Während des NVG-Trainings müssen sich die Piloten insbesondere an das eingeschränkte Sichtfeld und die lediglich zweidimensionalen Bilder der NVG gewöhnen.

### Nachttiefflugsystem in Deutschland
Für Nachtflüge mit Strahlflugzeugen existieren in Deutschland festgelegte Tiefflugstrecken, die in ihrer Gesamtheit das Nachttiefflugsystem ergeben. In diesem System kann Tiefflug (unter 1500 Fuß über Grund, aber über 500 Fuß über Grund) auch nachts trainiert werden. Die Strecken werden nur unter der Woche und nicht zwischen 0 Uhr und 7 Uhr beflogen. Luftfahrzeuge, die das Nachttiefflugsystem nutzen, haben den Transpondercode 0024 zu setzen, wenn sie Geländefolgeflüge durchführen.

## Rechtliche Situation in den Vereinigten Staaten
In den Vereinigten Staaten werden die entsprechenden Regeln durch die Luftfahrtbehörde Federal Aviation Administration (FAA) festgelegt. Dabei gibt es in den USA grundsätzlich keine besonderen Einschränkungen bei den Regeln zwischen Sichtflug am Tag und Sichtflug in der Nacht. In der von der FAA ausgegebenen Privatpilotenlizenz oder höherwertiger Lizenzen ist die Nachtflugausbildung Teil der vorgeschriebenen Pilotenausbildung und wird deshalb nicht gesondert ausgebildet und eingetragen. Die nicht nach ICAO konformen Sport Pilot Certificate und Recreational Pilot Certificate sind auf Sichtflug am Tage beschränkt. Eine Zusatzausbildung für Nachtflug ist nicht möglich.
Die Regelungen der FAA sehen insgesamt drei unterschiedliche Definitionen für den Begriff der „Nacht“ vor:
- Zeitraum zwischen Ende der bürgerlichen Abenddämmerung und dem Beginn der bürgerlichen Morgendämmerung (auch aktuell gültige Definition der EASA), ist die Zeit die im Flugbuch als Nachtflugzeit eingetragen werden kann und für die man eine Lizenz mit Nachtflugberechtigung benötigt.
- Zeitraum zwischen einer Stunde nach Sonnenuntergang und einer Stunde vor Sonnenaufgang ist die Zeit, in der man bei einem Flug mit Passagieren in den zurückliegenden 90 Tagen mindestens drei Starts und Landungen bei Nacht durchgeführt haben muss. Die Landungen haben bis zu vollständigen Stillstand des Flugzeuges zu erfolgen.[18]
- Im Zeitraum zwischen Sonnenuntergang und Sonnenaufgang sind die Lichtsignale für Nachtflug am Flugzeug zu führen.

Viele öffentlichen Flugplätze der allgemeinen Luftfahrt in den USA sind für Nachtflug freigegeben. Oft unbemannt, wird die Landebahnbeleuchtung vom Piloten über Funk aktiviert (englisch Pilot-controlled lighting).

## Trivia
Bisweilen wird der Nachtflug auch Pyjamabomber genannt.